# Houma (China)
Houma (lokaal aangeduid als Houmaxi) is een stad in de Chinese provincie Shanxi. De stad ligt in de prefectuur Linfen. Houma heeft ongeveer 230.000 inwoners. Het is een voormalige hoofdstad van China en de kleinste geregistreerde stad van China.